# Orb (fenomeno)

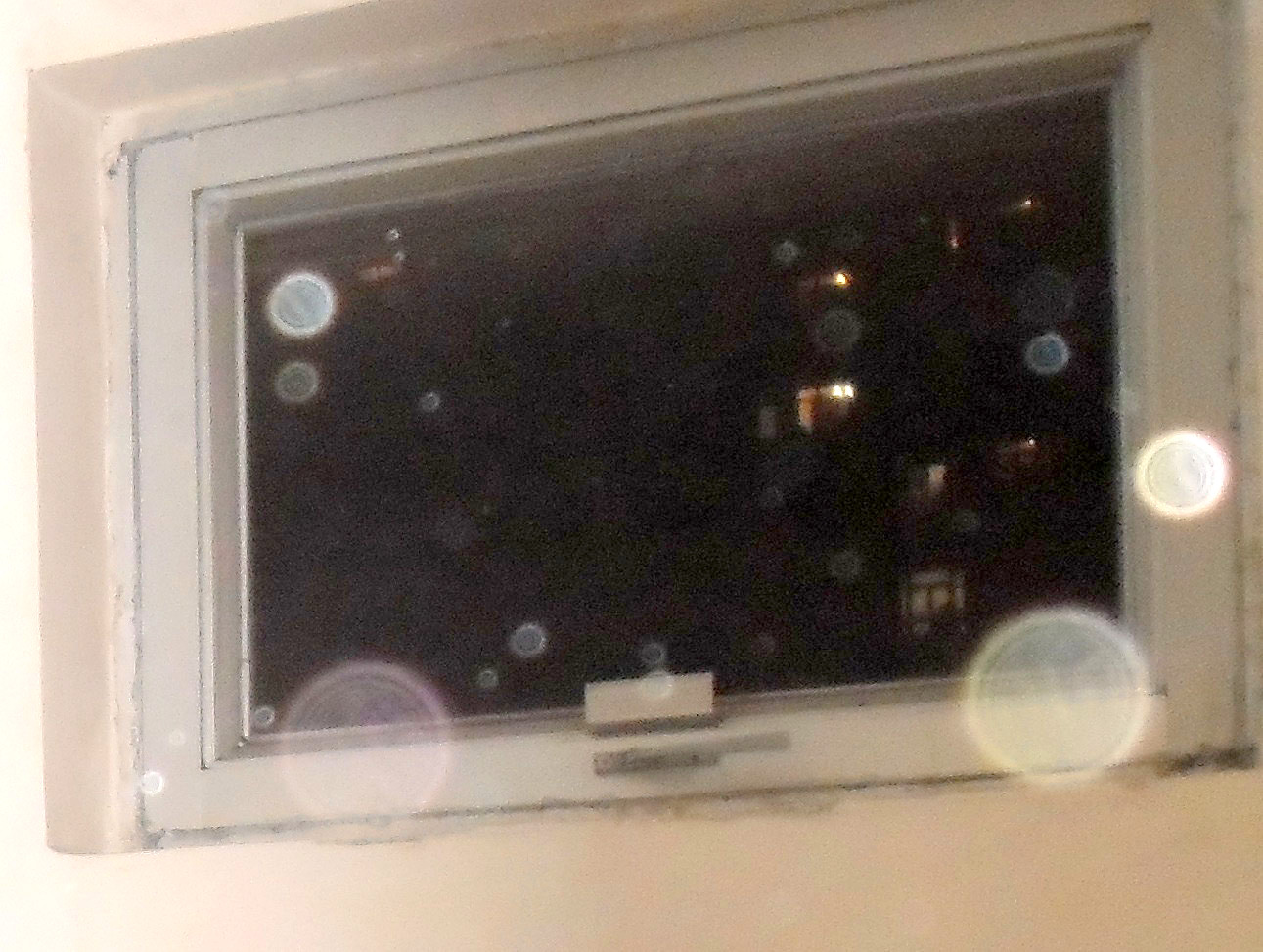
Orbs apparsi su una fotografia in un interno domestico.

Orb è un termine di lingua inglese che definisce un effetto ottico consistente in piccole sfere o globi luminosi che talvolta appaiono nelle immagini fotografiche o nei filmati ottenuti generalmente usando flash non professionali; le cause del fenomeno sono generalmente rintracciabili nella presenza di polvere, umidità o elementi fuori fuoco.
Il fenomeno ha suscitato interessi in contesti pseudoscientifici come l'occultismo, l'ufologia o la new age, all'interno dei quali viene ricondotto a manifestazioni di spiriti, fantasmi e persino alieni; diverse teorie pseudoscientifiche asseriscono inoltre che alcuni soggetti possano riuscire a vederli anche a occhio nudo ma non c'è nessun fondamento scientifico a riprova di queste affermazioni.

## Etimologia
Il termine deriva dal latino orbis che significa "sfera". Il termine è passato anche nell'inglese ad assumere appunto il significato di sfera.

## Descrizione

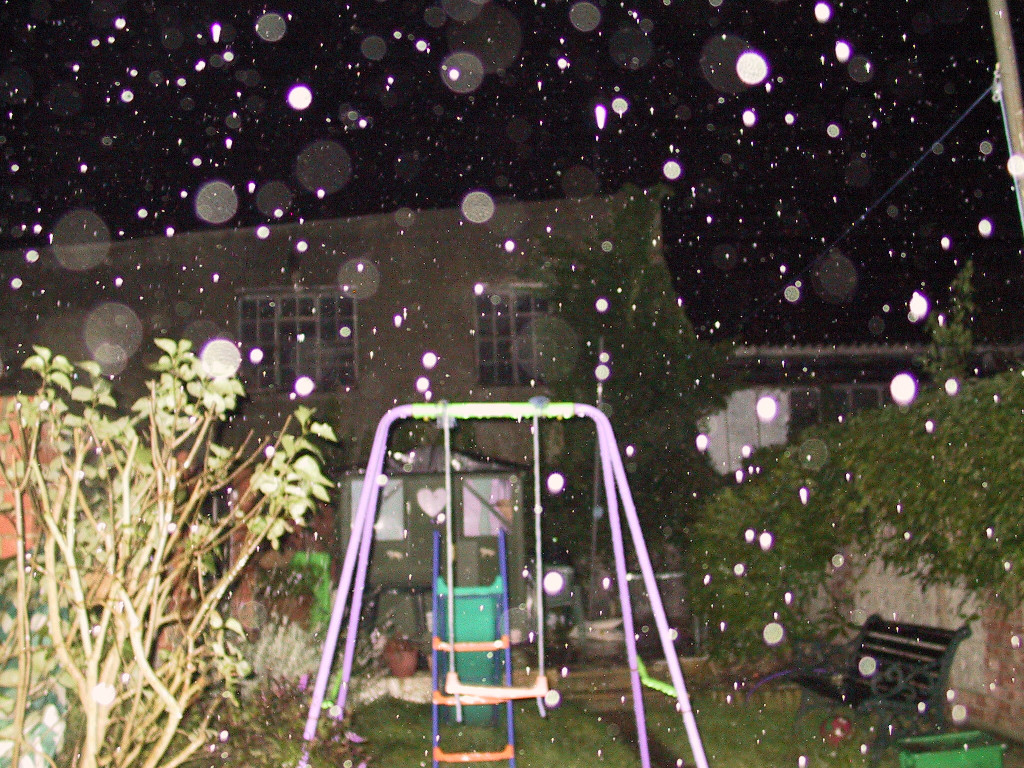
Orb dovute alla diffrazione della luce del flash dalle gocce di pioggia.

Il fenomeno è attribuibile a cause fisiche molto semplici. Gli orb non sono altro che oggetti fuori fuoco, e la loro forma circolare è dovuta alla diffrazione; il fenomeno si manifesta più facilmente con le fotocamere digitali compatte, che hanno il flash più vicino all'ottica (più in asse), mentre con le fotocamere reflex, gli orb appaiono con maggiore difficoltà. Nessun tipo di fotocamera (digitale o meno) è totalmente immune al fenomeno.
Il fenomeno è spesso accomunato da alcune caratteristiche comuni:
1. essere scattate con macchine fotografiche digitali compatte
2. essere scattate in un ambiente buio
3. essere scattate con l'uso del flash
4. essere scattate in ambienti con polvere o particelle liquide in sospensione non visibili ad occhio nudo[4]

La luce intensa emessa dal flash colpisce le particelle nell'aria (pulviscolo, pollini, pioggia), che hanno forma assimilabile a una sfera. I raggi luminosi emessi dalla lampada colpiscono la superficie esterna delle particelle sul lato orientato verso l'apparecchio fotografico, e ne riflettono una grossa parte allargandone l'area secondo un cono in cui ogni raggio ha un angolo di riflessione pari al doppio dell'angolo tra il raggio incidente e la normale alla superficie della particella.
Poiché si tratta nella maggior parte dei casi di scatti piuttosto scuri, l'intenso riflesso generato dalle particelle colpite dal flash risalta sulle aree buie delle fotografie, dando l'impressione di un oggetto luminoso fluttuante nel nulla. I bagliori appaiono più chiari al centro e più colorati all'esterno, per via dello scattering.
Questi "orb" hanno spesso bordi frastagliati, dovuti alle minuscole asperità sulla superficie delle particelle, e se filmati (sempre con l'ausilio di una sorgente luminosa) appaiono in movimento per i naturali spostamenti d'aria dell'ambiente o per i movimenti generati dai flussi caldi emessi dalla sorgente luminosa. L'aspetto evanescente è dato dal fatto che il pulviscolo o le gocce in sospensione sono molto vicine all'obiettivo e per questo non sono a fuoco e si muovono.

### Verifica sperimentale
Un buon esperimento per verificare personalmente questa tesi può essere realizzato con pochi mezzi: un tappeto, una macchina fotografica digitale compatta con cavalletto e flash e una stanza il più possibile buia e con pareti scure (occupate da mobili, ad esempio). Basta scattare 
1. una foto nella stanza senza flash e con tempo di esposizione molto lungo (3-5 secondi)
2. una foto nella stanza con il flash, quindi con tempo di esposizione molto breve
3. una foto nella stanza subito dopo aver sbattuto il tappeto con flash e tempo di esposizione molto breve
4. una foto nella stanza subito dopo aver sbattuto il tappeto senza flash e tempo di esposizione molto lungo

Le foto risulteranno rispettivamente prive di "orb", con un numero ridotto o nessun "orb", con molti "orb", prive di "orb".
Nel primo e nel quarto caso viene esclusa la sorgente di luce che genera i riflessi, per cui non si possono vedere le luci (che se fossero entità vere e proprie comparirebbero ugualmente). Nel secondo caso la presenza di pulviscolo è limitata a quella naturale dell'ambiente, per cui ci si possono aspettare un numero ridotto di sfere, mentre nel terzo caso sarà notevolmente superiore avendo immesso artificialmente particelle nell'aria.
Lo stesso esperimento può essere provato facilmente in una notte piovosa o sotto una nevicata.